# Lynn Jennings
Lynn A. Jennings z domu Hill (ur. 10 lipca 1960 w Princeton) – amerykańska lekkoatletka, specjalizująca się w biegach długodystansowych.
Brązowa medalistka IO w Barcelonie (1992) w biegu na 10 000 m, a także olimpijka z Seulu (1988) i Atlanty (1996). 3-krotna mistrzyni świata w biegach przełajowych (1990, 1991, 1992), srebrna (1986) i brązowa (1993) medalistka. Srebrna (1995) i brązowa (1993) medalistka HMŚ w biegu na 3000 m.